# Северо-Дубровное
Северо-Дубровное — деревня в Армизонском районе Тюменской области России. Входит в состав Ивановского сельского поселения.

## История
В «Списке населенных мест Российской империи» 1871 года издания (по сведениям 1868—1869 годов) населённый пункт упомянут как казённая деревня Дубровна Ишимского округа Тобольской губернии, при озере Дубровном, расположенная в 155 верстах от окружного центра города Ишим. В деревне насчитывалось 30 дворов и проживало 165 человек (87 мужчин и 78 женщин).
В 1926 году в деревне имелось 83 хозяйства и проживало 323 человека (152 мужчины и 173 женщины). В административном отношении входила в состав Крашеневского сельсовета Армизонского района Ишимского округа Уральской области.

## География
Деревня находится в южной части Тюменской области, в лесостепной зоне, в пределах Ишимской равнины, на северо-западном берегу озера-Дубровного, на расстоянии примерно 17 километров (по прямой) к северо-востоку от села Армизонское, административного центра района. Абсолютная высота — 138 метров над уровнем моря.

## Население
| 1989 | 2002 | 2010 |
| ---- | ---- | ---- |
| 73   | ↘32  | ↗36  |

Гендерный состав
По данным Всероссийской переписи населения 2010 года в гендерной структуре населения мужчины составляли 55,6 %, женщины — соответственно 44,4 %.
Национальный состав
Согласно результатам переписи 2002 года, в национальной структуре населения русские составляли 84 % из 32 чел.

## Улицы
Уличная сеть деревни состоит из одной улицы (ул. Дубровинская).